# Aeródromo de Santo Tomé del Puerto
El Aeródromo de Santo Tomé del Puerto, (OACI: LETP) es un aeródromo privado español situado en el municipio de Santo Tomé del Puerto (provincia de Segovia). El aeródromo es gestionado por la sociedad SENASA.

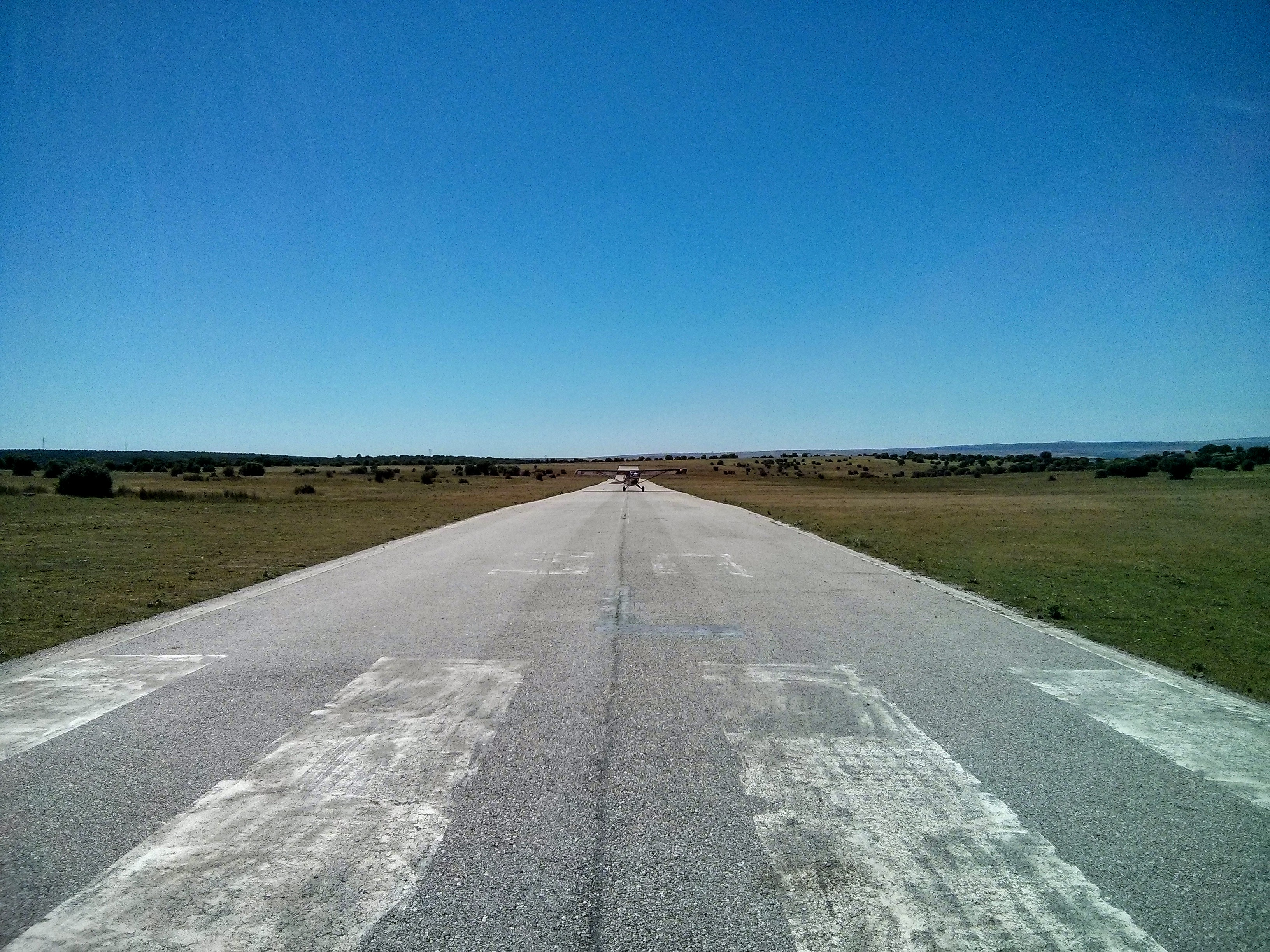
Aeródromo Santo Tomé del Puerto (LEPT)

El aeródromo dispone de una pista de aterrizaje de asfalto y de dos pistas de aterrizaje de tierra.
Es un aeródromo principalmente usado para vuelo sin motor, teniendo un club de vuelo a vela (que también es escuela de vuelo y realiza vuelos de divulgación) llamado Club Loreto de Vuelo Sin Motor
Se trata de un aeródromo no controlado cuya frecuencia aire-aire es 123.550. Hay dos circuitos de tráfico, uno para aviones con motor y otro para aviones sin motor